# Monastère de Sanga
Le monastère de Sanga est un petit monastère bouddhiste tibétain situé dans la ville de Dagzê dans le comté de Dagzê, à Lhassa, au Tibet.

## Emplacement
Le monastère de Sanga est situé au cœur de la vieille ville de Dagzê. Le temple s'étend sur environ 6,1 hectares et le bâtiment occupe une superficie de 2 343 mètres carrés. La rivière Lhassa est visible depuis l'arrière du monastère. En diagonale au-dessus du monastère, à flanc de colline, se trouvent les ruines d'un fort perché. Il s'agit des ruines du dzong de Dagtse, ou dzong de Dechen.

## Histoire
Le monastère fut construit par Tsongkhapa en 1419. Il est affilié à l'école Gelugpa du bouddhisme tibétain et est sous la juridiction du monastère de Ganden . À son apogée, une centaine de moines y résidaient. Pendant la Révolution culturelle, le temple perdit de nombreux objets et des bâtiments furent détruits. En novembre 1986, le monastère rouvrit ses portes après des réparations.

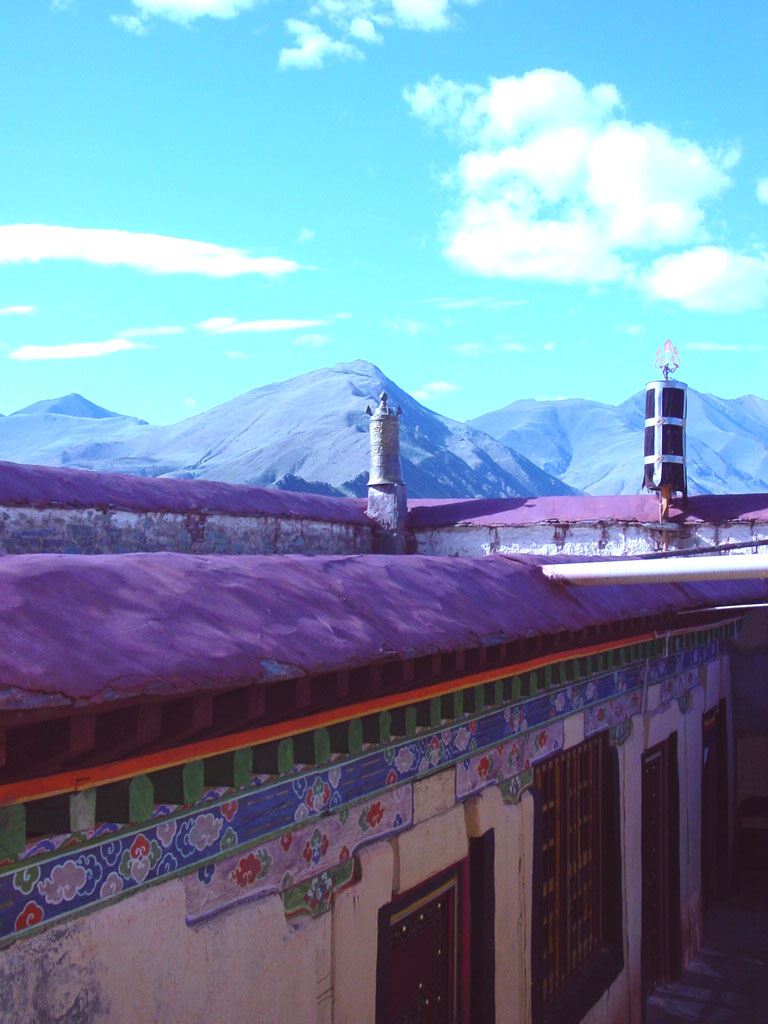
Toit du monastère de Sanga
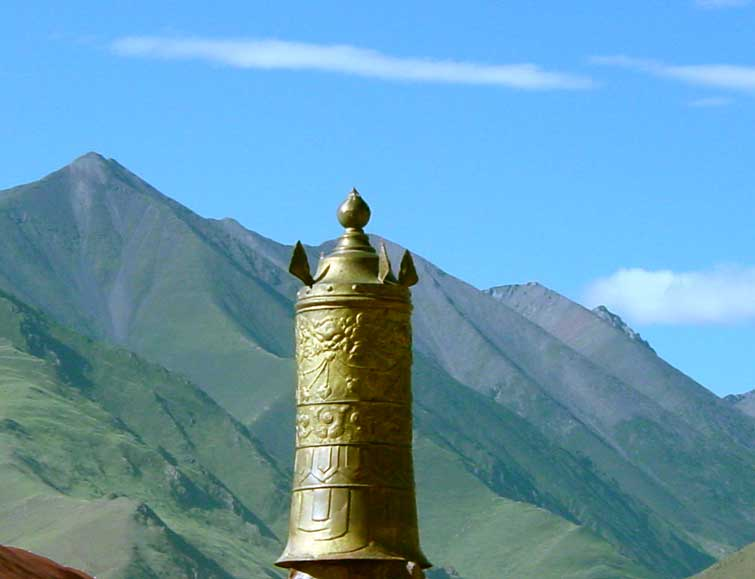
Dhvaja  (bannière de victoire), toit du monastère de Sanga
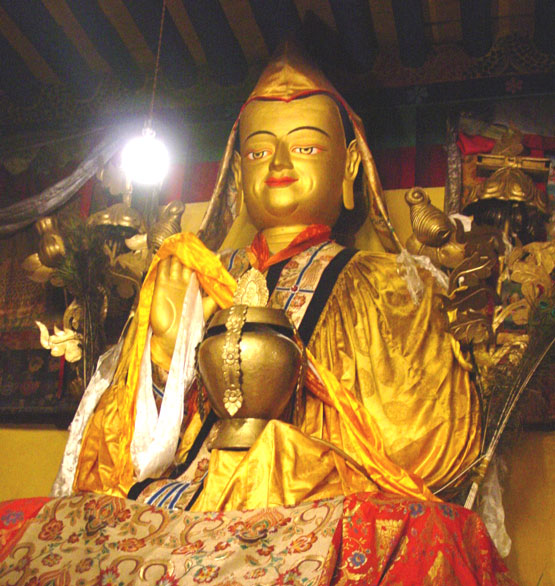
Statue du 5e dalaï-lama.

## Sources
- Robert Kelly et John Vincent Bellezza, Tibet. Ediz. Inglese, Lonely Planet, 2008 (ISBN 978-1-74104-569-7, lire en ligne)
- landyliao, « Wonderful blessed Sanga Monastery » [archive du 25 février 2015], sur isfashion.com, 8 avril 2014 (consulté le 25 février 2015)
- (zh) Tian Zhilin, « Tibetan monks of Dazi Sanga: Government does practical things for the temple » [archive du 12 août 2013], sur Chinese national newspaper, 8 octobre 2012 (consulté le 25 février 2015)